# Pensamiento prefilosófico
El conocimiento  corresponde a las creencias mágico-religiosas o mítico-religiosas. La especie humana desde tiempos inmemorables ha tratado de conocer el origen de la naturaleza, y antes para explicarse verdaderamente el origen de la naturaleza los humanos, entre muchas otras cosas, se creaban mitos, historias y/o religiones.
Dentro de las distintas actividades humanas, la constitución del pensamiento filosófico no ocurrió de una manera espontánea.
Durante el periodo de la transición surge la explicación acerca de la vida y del mundo según lo diseñaron las sociedades. Esto se hizo posible gracias a la aparición de los “libros sagrados”. Este pensamiento, fue entregado por los dioses, pues estos son parte de los mitos que se crearon con la finalidad de explicar fenómenos sobrenaturales para los individuos de aquella época. Estas soluciones normalmente han estado en concordancia con las actitudes que el hombre ha tomado frente al mundo, su aceptación o validez ha estado intrínseca a las circunstancias propias de la realidad.
El pensamiento prefilosófico posee sus propias características, las cuales lo distinguen del pensamiento filosófico y científico. En tal sentido, es oportuno hablar separadamente de sus formas, ya sea mítica o religiosa.

## Pensamiento prefilosófico mítico
La creencia en la vida cotidiana de las sociedades antiguas, poseen la gran necesidad de explicarse el origen del hombre y del universo. Cada una de ellas va creando su concepción de los dos sucesos anteriormente nombrados, surgiendo así la construcción de las mitologías, para explicar el existir de la especie humana.
El mito es una forma de pensar que abarcaba leyendas y magia, en el cual se señala que los objetos, humanos, y naturaleza habían aparecido debido a un acontecer mágico o como razón de acciones sobrenaturales que ahora catalogamos como irreales. pero eso no quiere decir que no sean reales, de allí el surgimiento de la fantasía e imaginación.
El mito es incapaz de demostrar racionalmente sus afirmaciones, se ha mostrado muchas veces como un intento fallido de explicar desde una perspectiva racional la naturaleza. El mito es capaz de expresar niveles profundos de comprensión y puede considerarse como un tipo de pensamiento autónomo, diferente al pensamiento científico.

## Pensamiento prefilosófico religioso
La religión ha estado presente en la vida del hombre desde que tuvo la necesidad de explicar los fenómenos que no podían entender.
En siglos anteriores las personas no creían en un solo Dios sino que pensaban que todo lo que provenía de la naturaleza era creación de varios dioses, tenían varios rituales para adorar a ciertos dioses, algunos eran adorados en el atrio de los templos y consistía en sacrificios y plegarias.

### Pensamiento prefilosófico mesopotámico

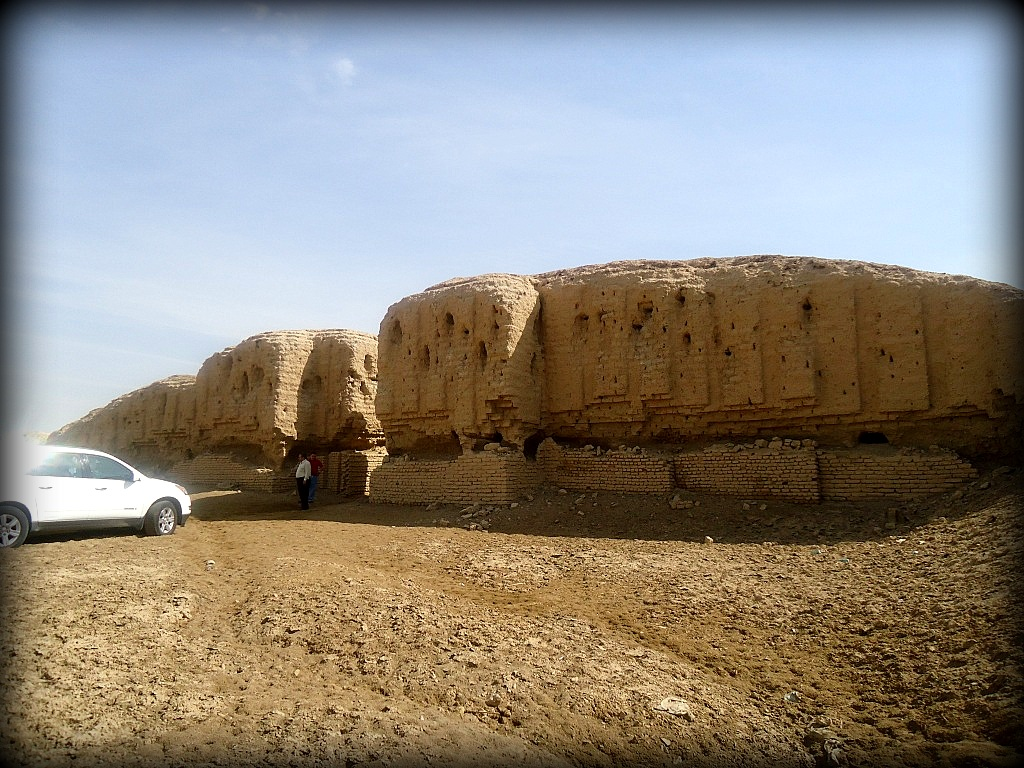
Las ruinas de un zigurat en la ciudad sumeria de Kish (Irak)

El saber prefilosófico se preocupó por conocer y explicar todo el mundo en relación con la magia al mito y la religión. La religión siempre fue una constante que lo dominaría todo en Mesopotamia, todo ello sin que se llegaran a producir grandes cambios a lo largo de su historia. Su religión era politeísta, creían que la tierra era una isla gigante y que se dividía en cuatro sectores en donde le rendían culto a varios dioses en una sola región, pero en su conjunto le rendían culto y tributo a todos en sí. Los templos mesopotámicos son grandes complejos donde no solo se tratan asuntos religiosos, sino que también los aspectos políticos y administrativos del lugar.

### Pensamiento prefilosófico egipcio

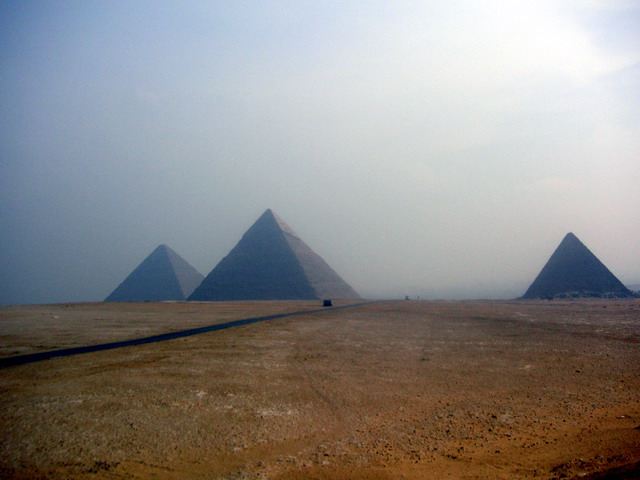
Egipto. Pirámides

En Egipto se construyó una civilización refinada que acepta otras filosofías, se caracterizó por su universalismo y sincretismo. Existen 2 caracteres principales: el renacimiento diario del Sol y el renacimiento anual del Nilo. Los egipcios personificaron casi todas las cosas, entre las cuales solo algunas adquirían la categoría de dios y semidiós. Se observa un gran desarrollo de la cosmología y de la cosmogonía. Estos formularon un cosmos según sus propias observaciones y experiencias. Para los antiguos no había diferencia entre hombre, dios y elementos del Universo. La imagen que tenían de Dios era para todo propósito operante, eran monofisitas.

### Pensamiento prefilosófico griego

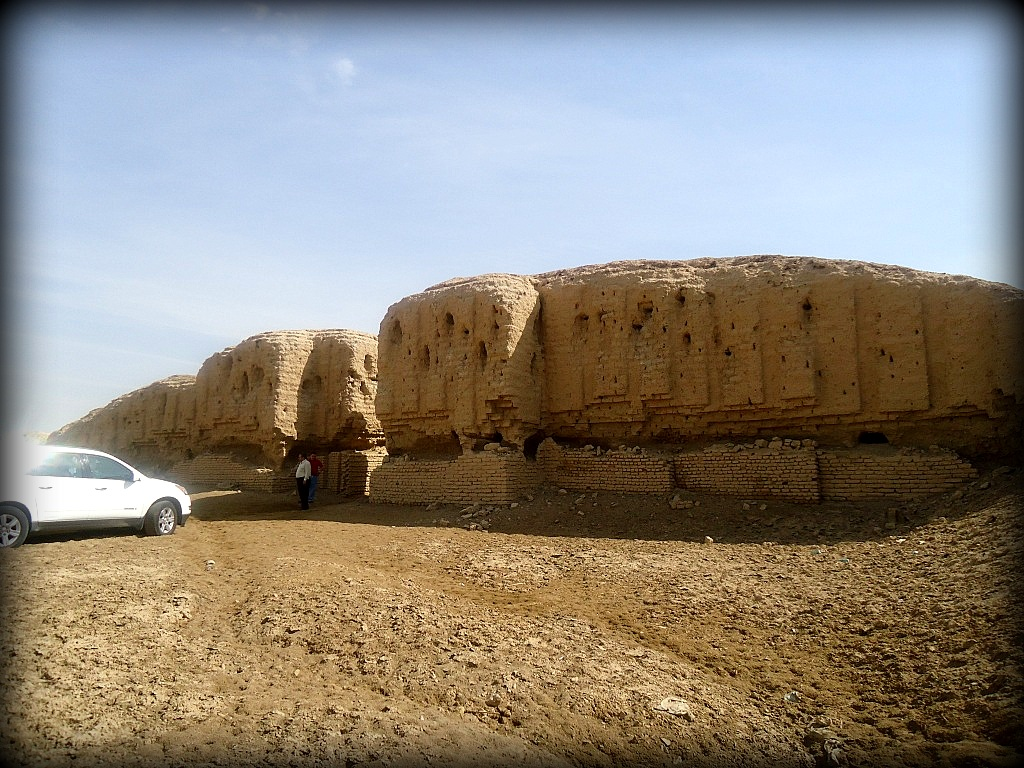
Las ruinas de un zigurat en la ciudad sumeria de Kish (Irak)

En la Grecia prefilosófica la sociedad se estructuraba en dos clases: la nobleza y el pueblo, se aceptaba la influencia de la ciencia egipcia y babilónica en los sabios griegos.
Los griegos no tenían libros sagrados, solo contaban con los poemas de Homero y Hesiodo. Estos habían creado una mitología con la que intentaban explicarlo todo.

## Mito olímpico de la creación

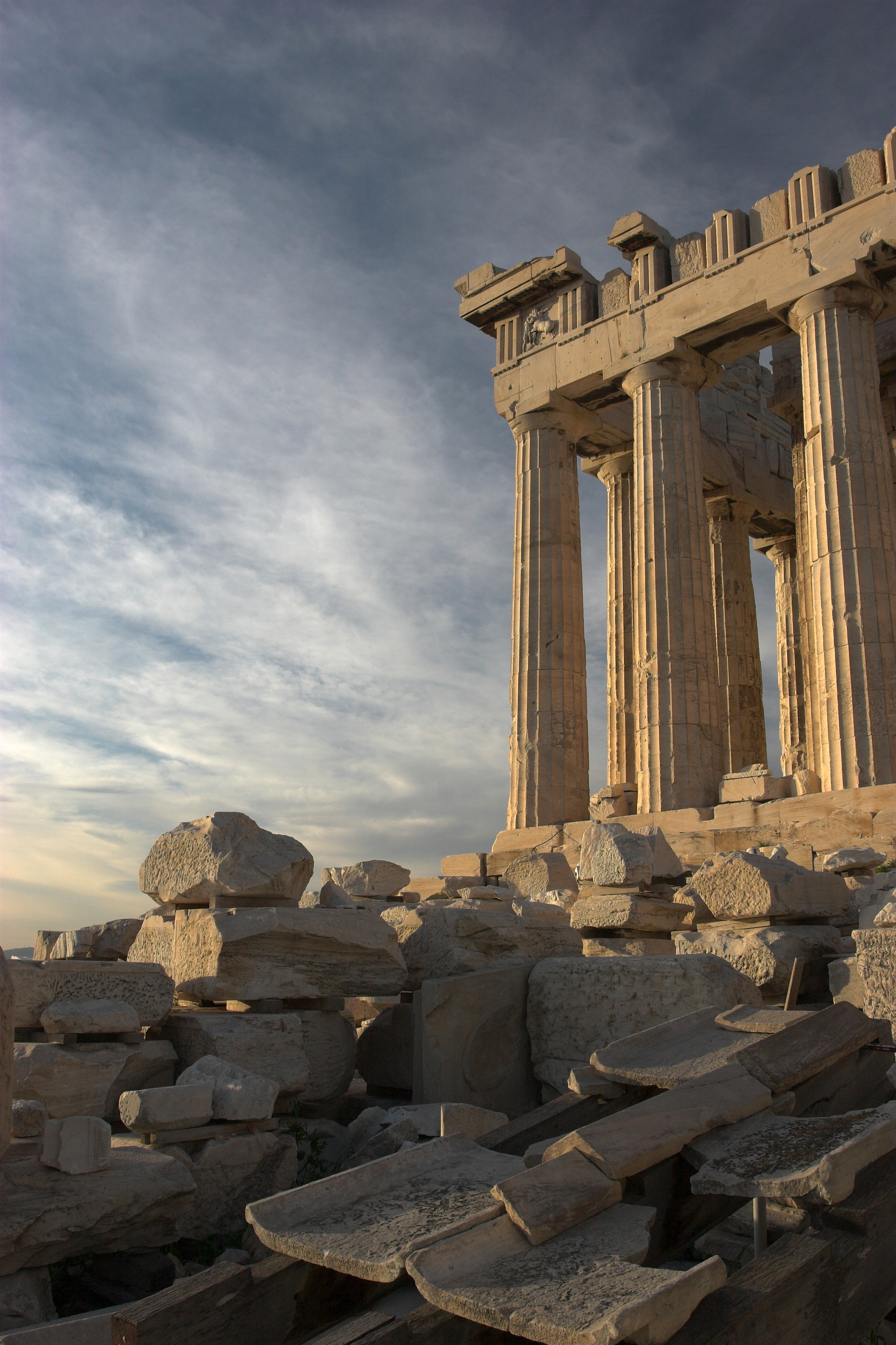
El Partenón visto desde el sur

El principio de todas las cosas fue el caos, Gea emergió de él, ella dio a luz a su hijo Uranio, formando así el planeta tal como lo conocemos. Gea y Urano se unieron y de ellos surgieron los Hecatonquiros, los tres cíclopes y los titanes. Crono, uno de los titanes, para vengarse de su padre, que lo había enviado al tártaro, lo castró. Sus genitales cayeron al mar y de ellos surgió Afrodita, diosa del amor, también surgieron las tres Erinias y las Ninfas. Crono comenzó así su reinado y tomó por esposa a Rea, junto a ella tuvo varios hijos, a los que devoro para evitar que lo destronaran, por eso cuando Zeus fue concebido, su madre lo entregó a Gea, así creció fuerte y sano, amamantado por una cabra y criado por su abuela. Cuando llegó a la adultez, decidió rescatar a sus hermanos del estómago de su padre. Una vez cumplido su objetivo, sus hermanos le pidieron que los comandara y le declararon la guerra a Cronos y a los titanes. Luego de 10 años de batalla, Zeus creó una alianza con los que estaban confinados en el tártaro. Así lograron vencer a Cronos. Hades reinó en el reino oscuro, subterráneo y misterioso. Poseidón reino en el mar, señor de bonanzas y tempestades. Zeus desde el cielo reinó en todos los dioses del olimpo.